# Astreptosyllis similiseta
Astreptosyllis similiseta är en ringmaskart som beskrevs av Hartmann-Schröder 1986. Astreptosyllis similiseta ingår i släktet Astreptosyllis och familjen Syllidae. Inga underarter finns listade i Catalogue of Life.